# Sergio Dangelo
Sergio Dangelo (* 19. April 1932 in Mailand; † 4. Januar 2022 ebendort) war ein italienischer Maler und Illustrator.

## Leben
Nach Studien in seiner Heimatstadt und im Ausland (vor allem in der Schweiz und in Frankreich) reiste er bereits in jungen Jahren durch Europa und ließ sich in Brüssel nieder, wo er einige Jahre lebte und mit Vertretern der damaligen Avantgarde in Kontakt kam, insbesondere mit den Kreisen der Surrealisten und der Gruppe CoBrA. 1943 fertigte er während einer Mathematikstunde am Liceo Berchet seine erste Zeichnung an, die von dem Dichter Guido Ballo als „kalt und lyrisch“ bezeichnet wurden, und die Schnelligkeit der Ausführung sollte von da an ein konstantes Merkmal seines figurativen Ausdrucks sein.
Anfang der 1950er Jahre gründete er zusammen mit Enrico Baj die „Movimento Arte Nucleare“, der sich zahlreiche Künstler anschlossen, darunter Joe Colombo, Gianni Dova, Piero Manzoni, Franco Palumbo und andere (das Gründungsdatum der Bewegung fiel mit der Ausstellung von Werken Dangelos und Enrico Bays in der Galerie San Fedele in Mailand im Jahr 1951 zusammen, die den Titel „pittura nucleare“ trug.) Die Atommalerei von Dangelo ging von einer Reflexion über die Moderne aus, die sich zunehmend für die Erforschung des Atoms interessierte: Ziel ist die Rekonstruktion einer hypothetischen Nuklearlandschaft durch weitestgehendes Experimentieren mit Materialien und Techniken. Dangelos Poetik war den Zielen der Bewegung verpflichtet und baute seine Kunst auf dem Surrealismus und dem Automatismus des Zeichens auf. Wenn wir den erlösenden Wert des Werks von Sergio Dangelo verstehen wollen, müssen wir auf den Begriff des psychischen Automatismus von André Breton zurückgreifen (...).
Im Gegensatz zum Abstraktionismus und zur figurativen Malerei steht seine Kunst für die Auflösung der Materie. Eine Kunst, die perfekt mit der Gründungsidee der Atommalerei übereinstimmt, wie sie im Text des Manifests zum Ausdruck kommt: Die Nucleari wollen mit allen Ismen einer Malerei brechen, die unweigerlich in den Akademismus abdriftet, wie auch immer sie entstanden ist. Sie wollen und können die Malerei neu erfinden. Die Formen lösen sich auf: Die neuen Formen des Menschen sind die des atomaren Universums. Die Kräfte sind elektrische Ladungen. Die ideale Schönheit gehört nicht mehr einer Kaste dummer Helden und auch nicht den Robotern. Aber sie fällt zusammen mit der Darstellung des atomaren Menschen und seines Raumes. .....
1957 unterzeichnete er zusammen mit Enrico Baj, Yves Klein, Arnaldo Pomodoro, Giò Pomodoro, Pierre Restany, Piero Manzoni, Paolo Pasotto, Arman und anderen das Manifest „contro lo stile“, in dem die Überwindung der atomaren Kunst bekräftigt wurde: Im Februar 1952 bekräftigte das erste atomare Manifest unseren Willen, gegen jede Art von Zugeständnissen an den Akademismus zu kämpfen (...) Seitdem haben wir mit allen technischen Mitteln weiter experimentiert (...), das technische Experiment wurde begleitet von der gegenseitigen Vorschläge neuer Sprachen. Von den imaginären Räumen und den „Zuständen der Materie“ von 1951 (Baj und Dangelo) über die „Präfigurationen“ von 1953 (Baj, Dangelo, Colombo, Mariani) bis zu den „Nuove floras“ von 1956 (Dangelo). Aber jede Erfindung läuft nun Gefahr, Gegenstand stereotyper Wiederholungen rein kommerzieller Natur zu werden (...). Wir behaupten die Unwiederholbarkeit des Kunstwerks (...).
Ab den 1960er Jahren entwickelte er ein Interesse an der orientalischen Kultur, das sich in der Darstellung von Ideogrammen und Schriften in seinen Gemälden niederschlägt, die aus subtilen und raffinierten, von Tobeys weißer Kalligraphie beeinflussten Texturen bestehen. Zu seinen Werken gehören auch die „hand-mades“, die als Assemblagen von Objekten erscheinen, die auf Hintergrundebenen befestigt oder frei im Raum stehen, und die im Gegensatz zu den „ready-mades“ von Duchamp geschaffen wurden, da der Schwerpunkt auf der Manipulation des Objekts und nicht auf dem Objekt selbst liegt.
In Albissola Marina, einem Treffpunkt international bekannter Künstler, gründete er 1991 zusammen mit Carla Bordoni (seiner Frau), Paola Grappiolo und Daniela Di Marco das Kunst- und Kulturzentrum Bludiprussia, das sich mit Ausstellungen und Veranstaltungen für die Förderung von Kultur und Kunst einsetzte. Namhafte Künstler wurden eingeladen, hier auszustellen: Arnaldo Pomodoro, Hsiao Chin, Giancarlo Sangregorio, Milena Milani, Aurelio Caminati und drei Einzelausstellungen von Sergio Dangelo: 1991 „Altri giardini Altare e Samurai Radi Rami Tanya“, 1996 „Primavere rosa mojave“, 2005 „Eldielanit“, 2009 „Il mare e le radici“.
Zusammen mit Orazio Bacci gehörte er zu den Gründern des „Il nuovo costruttivismo Manifesto“, das im Juli 1998 in Mailand stattfand. Eine neue künstlerische Bewegung, deren Manifest lautete: Die Kunst ist an einem Punkt, an dem es kein Zurück mehr gibt (...) Wir leben in schwierigen Zeiten; die Masse spiegelt sich in Gold wider (...) Kunst als Lebensprojekt (...). Die Bewegung hatte zwischen 2002 und 2007 fünf Ausstellungen in den Räumen der historischen Libreria Bocca in Mailand organisiert, die jeweils von einem von der Buchhandlung herausgegebenen Katalog begleitet wurden und an denen insgesamt 80 Künstler teilnahmen.
Von Sergio Dangelo kann man sagen, dass seine Malerei im Laufe der Zeit ständig vom Zeichen und der Zersetzung des Bildes beherrscht wurde. Ausgehend von seiner Zugehörigkeit zur Atommalerei hat sich seine Kunst ständig auf der Suche nach einer neuen Sprache entwickelt, die aus evokativen Zeichen besteht, die mit völliger Freiheit auf der Bildpalette dargestellt werden. Eine treffende Definition seiner Kunst wird von Dangelo selbst gegeben, der über sich schreibt: Ich bin ein Akrobat, jeder Tag meines Lebens ist eine künstlerische Periode von mir.
Im Rahmen seines künstlerischen Engagements hat er an internationalen Avantgarde-Magazinen mitgewirkt, darunter Phases, das 1954 von Édouard Jaguer gegründet wurde und für das er Italien-Korrespondent war. Im Rahmen seiner Zusammenarbeit mit Phases gründete er zusammen mit Enrico Baj die Zeitschrift „Il Gesto“, das Organ der Atombewegung, das zwischen 1955 und 1959 erschien und an dessen Redaktion zahlreiche Persönlichkeiten der damaligen Zeit wie Piero Manzoni, Pierre Restany, Édouard Jaguer und Lucio Fontana beteiligt waren.
Er versuchte sich auch als Keramiker und Schmuckdesigner. Im Jahr 1954 konzipierte und realisierte er zusammen mit Asger Jorn und Enrico Baj die Incontri Internazionali della Ceramica in Albisola, die von der Manufaktur Mazzotti organisiert wurden und an denen mehrere Mitglieder der Gruppe CoBrA wie Karel Appel, Corneille und Jorn selbst sowie andere Künstler wie Sebastian Matta, Lucio Fontana und Emilio Scanavino teilnahmen. Einige Keramikarbeiten dieser Künstler wurden im selben Jahr auf der 10. Mailänder Triennale ausgestellt.
Er widmete sich auch der Illustration von Büchern, zeichnete Karikaturen für Kunstbände, darunter „Il Classico dei Tre Caratteri“ des Parisers Alain Devauchelle für die Libreria Bocca in Mailand, und veröffentlichte eigene Texte.

## Ausstellungen
Nach der Ausstellung in der Galleria San Fedele in Mailand war er Protagonist zahlreicher Ausstellungen und es sind etwa 134 Veröffentlichungen über ihn bekannt.
Zu seinen persönlichen Ausstellungen gehören im Jahr 1972 die Ausstellung im Palazzo Reale (Mailand), 1995 die Ausstellung Dangelo. Come in un bosco. Antologia - Dipinti e oggetti 1956-1993 im Museo arte Gallarate, 2005 die Ausstellung im Oratorio Madonna delle Grazie in Vernasca mit dem Titel Sergio Dangelo - Pittore estatico, 2007 die Ausstellung in der Galleria alla Civica Ezio Mariani in Seregno mit dem Titel Sergio Dangelo - Altrove e colti al volo 2013 die Ausstellung auf der Messe für moderne und zeitgenössische Kunst in Cremona mit der Sammlung historischer Werke von Dangelo des „mim - Museum in Motion - del Castello di San Pietro“ mit dem Titel Dangelo: ventitre finestre (dalle "cose" proposte nel ventesimo secolo), die Ausstellung 2016 im Spazio per le Arti contemporanee del Broletto Piazza della Vittoria in Pavia mit dem Titel Sergio Dangelo Les Rendez – Vous, mehrere im Kunst- und Kulturzentrum Bludiprussia in Albisola Marina Primavere rosa mojave (1996), Eldielanit (2005), Il mare e le radici (2009), ein Zentrum, das er 1991 zusammen mit Carla Bordoni, Paola Grappiolo und Daniela Di Marco mitbegründet hat.
Zu den Gruppenausstellungen gehören seine Teilnahme an der Biennale von São Paulo, der Biennale von Paris, der Triennale von Mailand, der 11. Quadriennale von Rom im Jahr 1986, den Biennalen von Venedig von 1958, 1964, 1966, 1972, 1980, 1986, mit einem persönlichen Raum im Jahr 1966 1980 die von Giovanni Anzani kuratierte Ausstellung Arte Nucleare im Zentrum San Fedele in Mailand, 1998 die von der Bankengruppe Credito Valtellinese organisierte Ausstellung Il Il Movimento Nucleare unter der Leitung von Martina Corgnati und unter der Schirmherrschaft der Stadtverwaltung von Sondrio im Palazzo Sertoli, die 2005–2006 in der Nationalgalerie für moderne und zeitgenössische Kunst in Rom veranstaltete Ausstellung mit Werken aus dem Besitz des Museums mit dem Titel Surrealisti italiani attraverso le collezioni della Galleria Nazionale d'Arte Moderna, die 2014 von der Società per le Belle Arti ed Esposizione Permanente geförderte Ausstellung mit dem Titel Nati nei ’30. Mailand e la generazione di Piero Manzoni.

## Museen und Sammlungen
Galleria Nazionale d’Arte Moderna in Rom; Israel Museum di Gerusalemme in Tel Aviv; MAGA Museo arte Gallarate „Silvio Zanella“; Sammlung der Comune di Seregno (Sammlung Luca Crippa); Casa-museo Boschi Di Stefano in Mailand (vier Werke in den Räumen der Nucleari und Spazilisti); Museum of Contemporary Art di Sydney; Johnson Museum of Arts di Ithaca (New York); Museo d'arte contemporanea (Lissone); Museo Giuseppe Mazzotti di Albisola; Collezione Hotel Garden di Albissola Marina; Galleria d'arte moderna Aroldo Bonzagni di Cento; MiM-Museum in Motion - Castello di San Pietro, Provinz Piacenza; MAGI ’900 – Museo delle eccellenze artistiche e storiche di Pieve di Cento; Galleria Civica di Modena; Società per le Belle Arti ed Esposizione Permanente in Mailand; National Gallery of Arts di Washington D.C.; Fondazione Calderara di Vacciago Ameno; Museo Diffuso di Albisola; Museo a cielo aperto della ceramica di Denice; Museo Civico di Pizzighettone; Museo Epicentro di Gala di Barcellona; Museo d'Arte Contemporanea all'aperto di Maglione; Casa Museo Remo Brindisi di Comacchio und weitere.